# Konstanty Leon Chwalibogowski

Nałęcz (herb szlachecki)

Konstanty Leon Chwalibogowski herbu Nałęcz (ur. 1792 w Mikulińcach, zm. 1850 w Paryżu, syn Kazimierza Chwalibogowskiego i Marianny Czarnieckiej herbu Łodzia) – polski polityk, prawnik, przywódca krakowskiego stronnictwa mieszczańskiego, deputowany dziewięciu kadencji Izby Reprezentantów Wolnego Miasta Krakowa, jej wielokrotny sekretarz, Prokurator Trybunału I Instancji Wolnego Miasta Krakowa. Zięć senatora i Sędziego Pokoju Wolnego Miasta Krakowa Józefa Wasseraba. Właściciel i inicjator przebudowy kamienicy przy ul. św. Jana nr 13 w Krakowie (tzw. Kamienica Chwalibogowskich lub Pałac Przebendowskich).

## Tzw. „Sprawa Chwalibogowskiego”
Tzw. „Sprawa Chwalibogowskiego” to według Szczęsnego Wachholza polityczny proces Konstantego Leona Chwalibogowskiego, rozpoczęty po ponownym wyborze Stanisława Wodzickiego na prezesa Senatu w 1824 roku.
Proces ten był przejawem rywalizacji o władzę pomiędzy ugrupowaniem szlacheckim i mieszczańskim w Izbie Reprezentantów i Senacie Rządzącym Wolnego Miasta Krakowa. Osią sporu było obsadzanie stanowisk publicznych, o czym decydował zdominowany przez stronnictwo szlacheckie Senat. Jak pisze Wachholz, wybór Wodzickiego tylko większością głosów [...] stał się sygnałem ostrzegawczym, że w przyszłości może [...] do władzy dojść partia mieszczańska. [...] Wynik wyborów w roku 1824 skłonił klasę rządzącą do przeprowadzenia ataku na tworzący się zwolna ośrodek opozycji mieszczańskiej. Ważną osobą w tym ośrodku był długoletni sekretarz Izby, prokurator I Instancji Leon Chwalibogowski, szlachcic wprawdzie, ale przez swą żonę Józefę Wasserab spowinowacony z elitą partii mieszczańskiej, to jest z rodzinami Bartlów i Wasserabów. Spodziewając się, że przez pogrążenie Chwalibogowskiego pognębi w ogóle partię mieszczanską w opinii publicznej, stronnictwo szlacheckie przygotowało starannie swój atak.
W efekcie politycznego procesu, w którym postawiono Chwalibogowskiemu zarzuty nadużywania władzy oraz sprzeniewierzenia funduszy publicznych, Chwalibogowski został skazany w listopadzie 1827 roku. Wachholz zwraca uwagę, że Chwalibogowskiego uznano za winnego przestępstwa objętego tylko jednym punktem oskarżenia, natomiast uwolniono go od dwudziestu kilku innych  zarzutów. Chwalibogowski, początkowo objęty aresztem domowym, został następnie przeniesiony do więzienia i poddany specjalnie obostrzonemu regulaminowi.
„Sprawa Chwalibogowskiego” przyniosła efekt odwrotny od zamierzonego – stronnictwo mieszczańskie zyskało na popularności, a w 1827 roku walkę o fotel prezesa Senatu Rządzącego wygrał kandydat Zgromadzenia Reprezentantów, prezes Sądu Apelacyjnego Józef Nikorowicz. przewagą jednego głosu nad Wodzickim. Partia szlachecka, chcąc doprowadzić do uznania nieważności wyborów, sprowokowała notę mocarstw opiekuńczych Wolnego Miasta Krakowa. W nocie tej, jak pisze Ewa Kajdańska, uznano Izbę oraz jej działalność z roku 1827 za niezgodną z ustawą zasadniczą, w wyniku czego nieważną. Dwory „opiekuńcze” postulowały przywrócenie stanu sprzed wyborów 1827 roku, natomiast utrzymano prezesurę Stanisława Wodzickiego. Od tego momentu prezes Senatu oraz jego następcy byli powoływani nie z wyboru, lecz narzuceni przez dwory protegujące. Była to faktyczna utrata autonomii Wolnego Miasta Krakowa.